# Castillo de Arundel

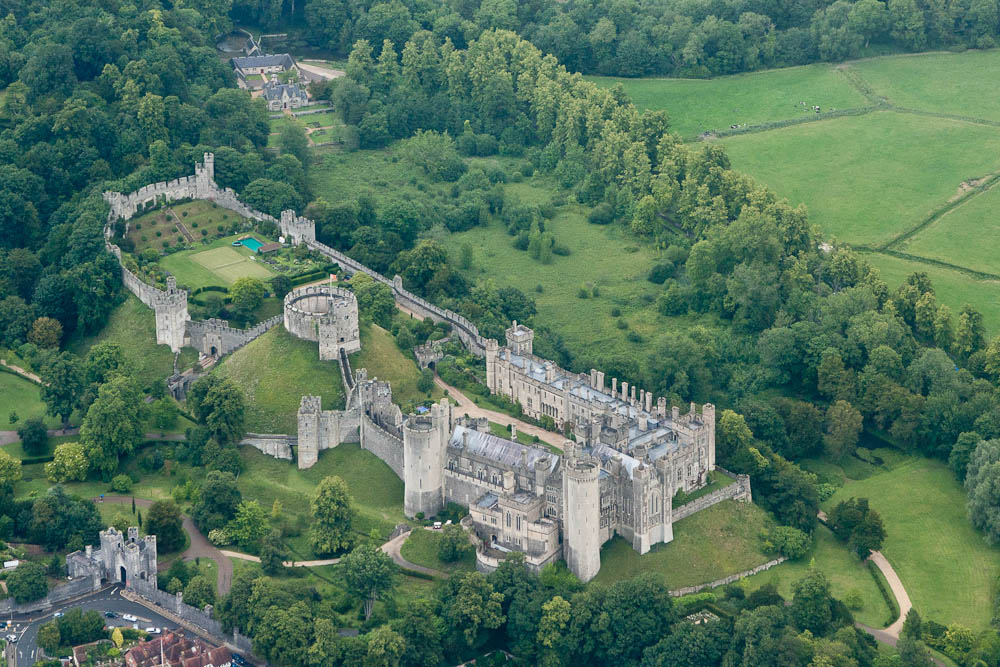
El castillo visto desde el aire.

El castillo de Arundel en Sussex Occidental, Inglaterra es un castillo medieval de estilo gótico inglés restaurado. El castillo data del reinado de Eduardo el Confesor (1042-1066) y fue terminado por Roger II de Montgomery, que se convirtió en el primer conde de Arundel por la gracia de Guillermo el Conquistador. El castillo fue dañado en la Guerra Civil Inglesa, y posteriormente restaurado en los siglos XVII y XIX.
Desde el siglo XI en adelante, el castillo ha servido como residencia a varias familias. Es actualmente la residencia del duque de Norfolk y su familia. Se trata de un edificio de grado I.

## Construcción

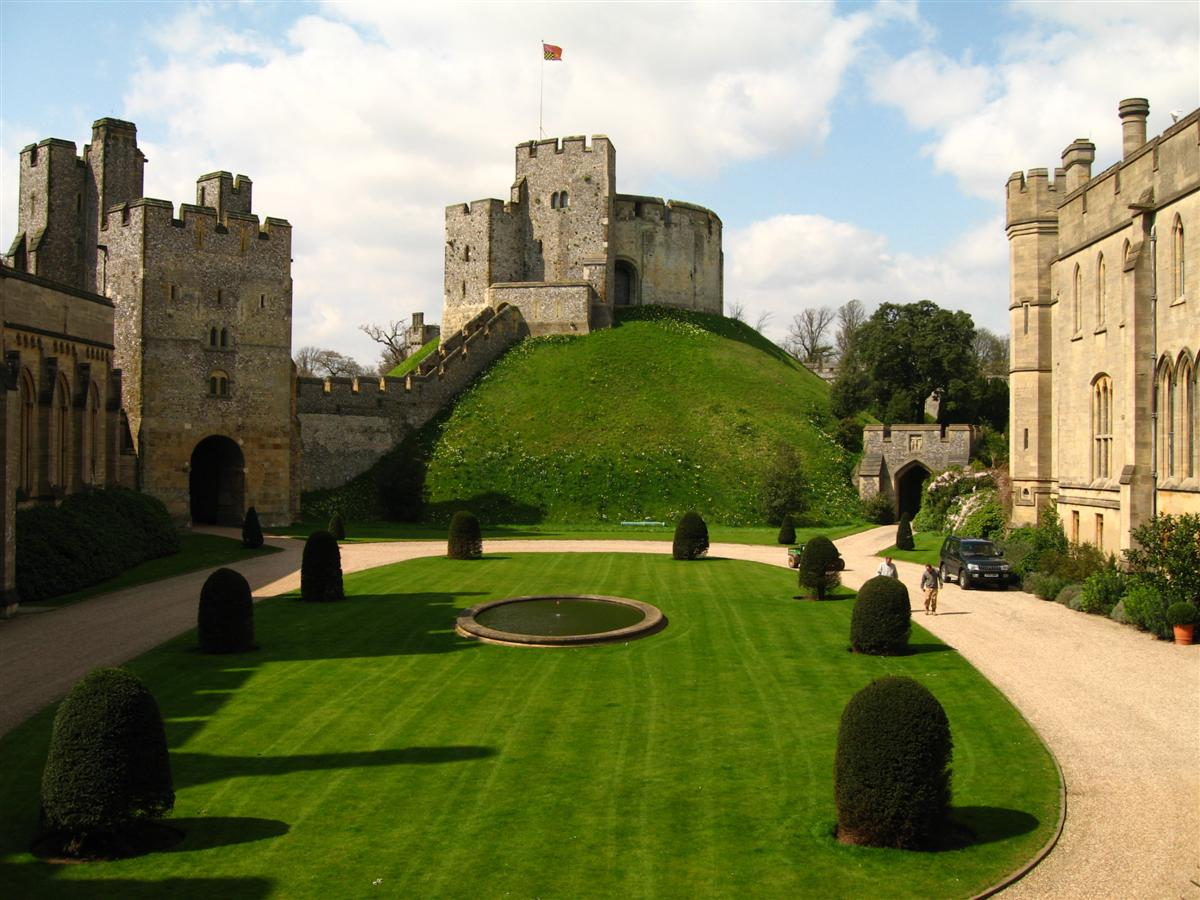
Vista de la colina del castillo.

El castillo de Arundel fue construido en 1068 durante el reinado de Guillermo el Conquistador, como fortificación de la cuenca del río Arun, y como posición defensiva para proteger las tierras de alrededor. La estructura original era de un castillo sobre una pequeña colina y rodeado de una muralla y un poblado, pero tras una extensa renovación durante el reinado de Guillermo el Conquistador, en la que la colina fue ampliada, se mejoraron las defensas. Se cree que Roger de Montgomery fue nombrado primer Conde de Arundel, cuando el rey le garantizó la propiedad de bastantes terrenos. (Por otras razones, se acepta como primera fecha de creación del título de conde de Arundel el año 1138 con William d'Aubigny, confirmada en 1155).
Tras la muerte de Montgomery, el castillo pasó a la corona bajo el reinado de Enrique I. El rey, en su testamento, dejó el castillo y las tierras adyacentes a su segunda esposa Adeliza de Louvain. Tres años después de la muerte de Enrique, esta se casó con William d'Albani II (primer conde de la familia d'Aubigny de Saint-Martin-d'Aubigny en Normandía). William fue el responsable de la mejora del castillo, incrementando la defensa del mismo.

## Cambios en el castillo en la Edad Media
El castillo de Arundel y el condado han pasado de generación en generación prácticamente desde el año 1138, con solo unos periodos en los que perteneció a la corona y a otros nobles. Desde que la familia Aubigny recibió por primera vez el castillo, se han hecho cambios y el castillo se ha reestructurado para satisfacer las necesidades de la nobleza en la actualidad.
En 1132, la emperatriz Matilde fue invitada a permanecer en el castillo durante algún tiempo durante su viaje para reclamar el trono inglés para Stephen. Los apartamentos de piedra que se construyeron para la visita han sobrevivido hasta el día de hoy.
En 1176, William d'Aubigny murió en el castillo, y éste paso a manos de la corona, con Enrique II, que dedicó una gran cantidad de capital en la reestructuración de la fortaleza, principalmente para necesidades domésticas. Cuando Enrique murió, el castillo permaneció en poder de la corona, con Ricardo I (Corazón de León), quién se lo ofreció a William III, conde de Sussex, de la línea de la familia Aubigny. El último varón de la familia Aubigny era Hugh, que murió a temprana edad en 1243. Cuando su hermana Isabel se casó con Jonh FitzAlan de Clun, el castillo y el condado recayeron sobre él. La familia FitzAlan disfrutó interrumpidamente del castillo hasta 1555.

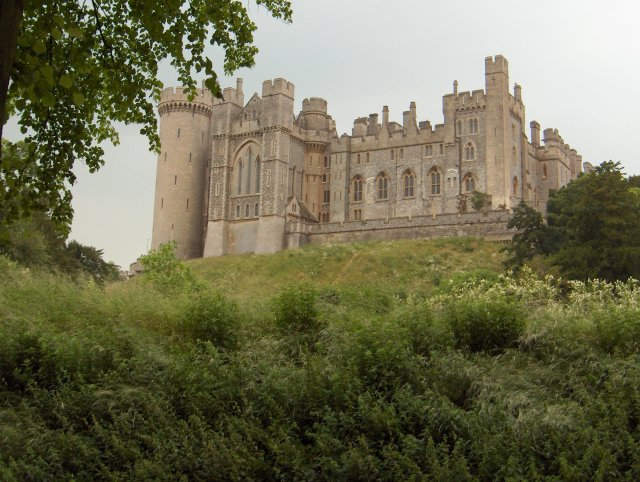
Vista del castillo.

A la muerte del séptimo conde en 1272, el castillo y el condado pasaron a su hijo de cinco años, Richard. Trece años después, Eduardo I le dio a Richard el derecho a celebrar dos ferias al año en el castillo, y el poder recaudar impuestos. Esta donación proporcionó fondos para la tan necesaria renovación del castillo, que para aquel entonces había caído en una importante degradación. Una vez se consiguieron los fondos necesarios, FitzAlan añadió la torre y reconstruyó la entrada. Tras la muerte de Richard, su hijo Edmund fue ejecutado por formar parte de la rebelión en contra del rey Eduardo II. El castillo pasó al sexto hijo de Eduardo I, que también fue ejecutado. El castillo y los títulos volvieron a la familia FitzAlan cuatro años después.
El décimo conde, Richard, luchó en la batalla de Crécy con Eduardo III y el Príncipe Negro. FitzAlan fue el responsable de la construcción de la capilla FitzAlan, construida tras su muerte.
El undécimo conde, Richard, fue tratado duramente por Ricardo II. En el funeral de la reina Ana, el conde fue golpeado por llegar tarde y por pedir irse antes de tiempo. La ira de Ricardo II creció debido a la traición del conde, por lo que lo ejecutó y confiscó sus bienes. El castillo se entregó a Juan Holland, primer duque de Exeter, pero cuando éste fue ejecutado por Enrique IV, el castillo volvió a la familia FitzAlan una vez más. El siguiente conde, Thomas, se casó con la hija de Juan de Portugal. La pareja se convirtió en los primeros miembros de la familia FitzAlan en ser enterrados en la Capilla FitzAlan, construida por el décimo conde.
La línea FitzAlan terminó cuando Mary FitzAlan, hija del decimonoveno conde, se casó con Thomas Howard, cuarto duque de Norfolk. La corona quitó el castillo a la familia tras ser ejecutados por conspirar para casarse con María I de Escocia, en 1572. Sin embargo el castillo fue devuelto a sus herederos, los sucesores del conde de Arundel.

## Restauración del castillo

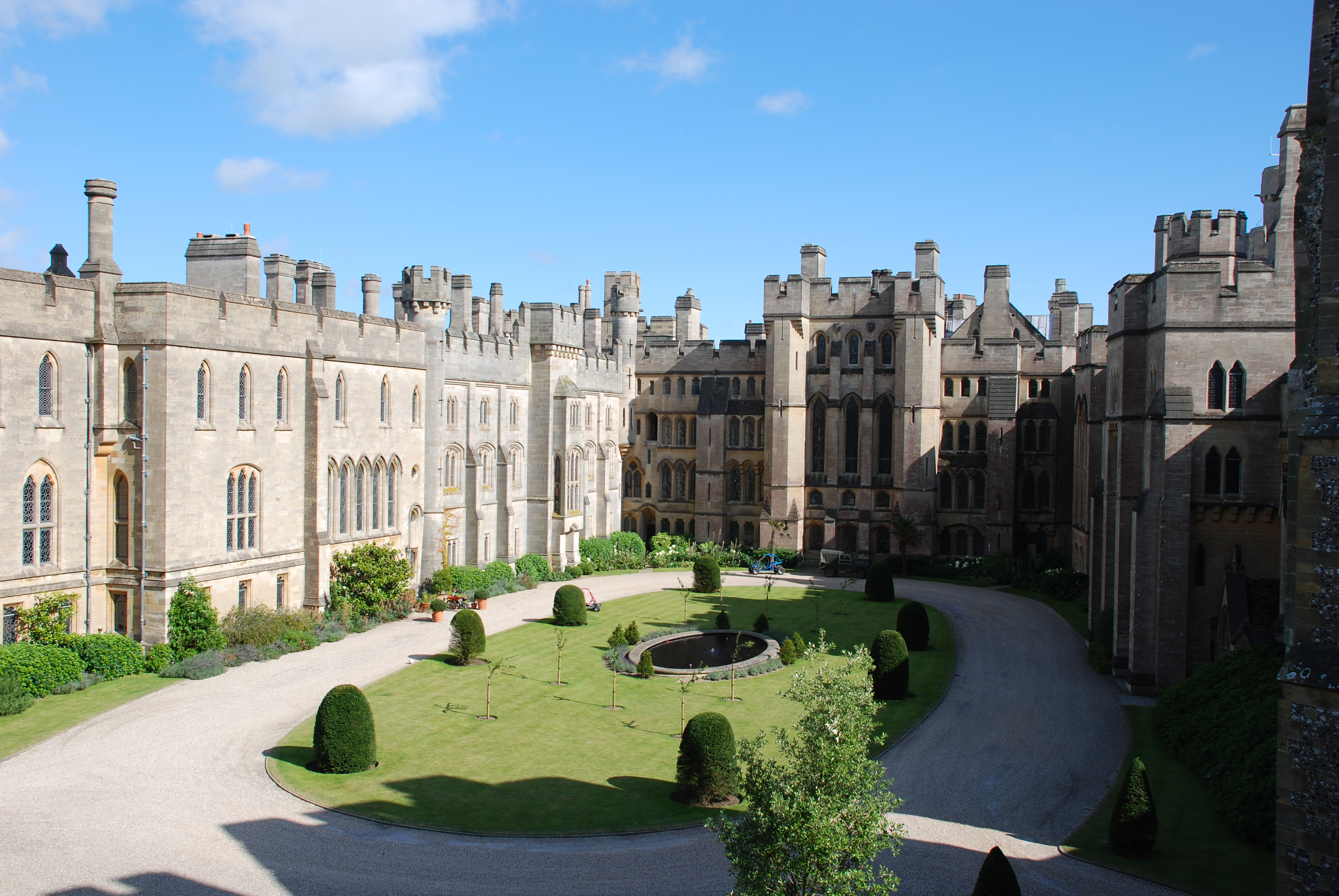
Patio.

El castillo permaneció en manos de la familia Howard a lo largo de los sucesivos siglos, no era su residencia favorita, y algunos de los sucesores como el duque de Norfolk invirtieron su tiempo en mejorar otras residencias ducales, incluyendo la Casa Norfolk en Londres y Worksop.
Charles Howard, 11.º Duque de Norfolk fue conocido por la restauración y mejoras que realizó en el castillo, empezando en 1787 y durante unos cuantos años, como deseo de vivir en él y entretener a sus visitantes. Muchas de sus mejoras desde entonces se han revisado y remodelado, pero la biblioteca del castillo todavía está como él la había diseñado y construido. Poco antes de su muerte en 1815 se celebró una gran fiesta en el castillo de Arundel para reunir a los distintos miembros de alto rango de la familia Howard.

## Visita real de 1846
En 1846, la reina Victoria I y su marido el príncipe Alberto de Sajonia-Coburgo-Gotha, visitaron el castillo de Arundel durante unos días. Henry Charles Howard, 13.er Duque de Norfolk había remodelado el castillo para la visita. Estaba pensando en eliminar algunas de las obras que había realizado el 11.º Duque, debido a que había habido quejas de los famosos de la época de que era muy frío, oscuro y hostil. El duque ideó un nuevo edificio para la reina y el príncipe Alberto, encargó un retrato de la reina y decoró las habitaciones con los muebles victorianos más elegantes y piezas de arte. También hubo una reestructuración de las habitaciones para la corte. El duque no escatimó en gastos para hacer que la visita de la reina fuera agradable, y lo consiguió.
La reina fue recibida el 1 de diciembre de 1846, por el duque, el alcalde de Arundel Edward Howard Howard-Gibbon, y otros mandatarios de la ciudad, tras lo cual se retiró a sus apartamentos privados en el castillo. En la visita la reina caminó por los recién diseñados terrenos y visitó áreas de alrededor del condado, incluyendo Petworth House. Casi todas las partes del castillo que la reina visitaría fueron re-amuebladas y exquisitamente decoradas para satisfacer las normas reales. Al final de su visita, la reina se dirigió por escrito al duque y comentó cómo había disfrutado de la visita, comentando la "belleza" del castillo y la calurosa recepción que le fue brindada. El conjunto de salas en las que Victoria I estuvo alojada han permanecido prácticamente intactas, y ahora se las conoce como 'Victoria Rooms'. Entre otras cosas expuestas en estas habitaciones están la cama de la reina, el libro de visitas con las firmas de la reina y su esposo, y su aseo.

## Jardín del coleccionista
Diseñado por Isabel y Julian Bannerman, The Collector's Earl Garden fue inaugurado en 2008 por Carlos, Príncipe de Gales, como tributo a Thomas Howard, decimocuarto conde de Arundel, conocido como "El Coleccionista". La pieza central del jardín, el Palacio de Oberon, es un impresionante pabellón que cuenta con una gruta de conchas y una fuente que sostiene una corona dorada cuando el agua brota.